# Gérard Onesta
Gérard Onesta (nascut el 5 d'agost del 1960 a Albi, Tarn) és un polític francès membre del parlament europeu per la zona sud-oest de França. Pertany al partit Europa Ecologia-Els Verds, que forma part del Partit Verd Europeu. El 20 de juliol del 2004 va ser reelegit com a membre del parlament europeu, i en va ser escollit quatre cops un dels vicepresidents. Onesta és el successor de José Bové. A les eleccions de març del 2010 va ser líder per Migdia-Pirineus (Midi-Pyrénées). Es defineix com un federalista europeu donant gran importància a les regions.

## Planisferi alternatiu
Gérard Onesta ha creat un planisferi que ell anomena "Planeta Terra". És una mapa de projecció que utilitza el mateix procés de càlcul que la projecció de Peters. És a dir, tempta de tenir compte de la mida real dels continents. La projecció de Mercator, a causa de les distorsions, fa que Rússia sembli més gran que l'Àfrica per bé que aquesta darrera té una àrea d'uns 30 milions de km² i aqueixa de 17 milions de km².
Altres diferències són notables en comparació amb la representació de Mercator:
- límits: espais naturals (formacions vegetals) i no fronteres estatals;
- humans: noms de pobles o nacions i no Estats encara que sigui incomplet: la riquesa humana en aquest àmbit no es pot representar;
- rosa dels vents: Sud amunt i no avall, una orientació poc convencional.

El focalització pretén desafiar les convencions i donar una altra representació del món.

## Vida personal
El seu cosí Claude Onesta (nat el 1957) és el seleccionador de l'equip de França d'handbol, que ha menat als títols de campions d'Europa (2006, 2010 et 2014), del món (2009, 2011 et 2015) i olímpics (2008 i 2012).